# باربرا هوند
باربرا هوند (بالإنجليزية: Barbara Hund) (و. 1959  م) هي لاعبة شطرنج، وكاتبة غير روائية من سويسرا، وألمانيا، ولدت في دارمشتات.

## روابط خارجية
- باربرا هوند على موقع الاتحاد الدولي للشطرنج (الإنجليزية)
- باربرا هوند على موقع مباريات الشطرنج (الإنجليزية)
- باربرا هوند على موقع 365Chess.com (الإنجليزية)
- باربرا هوند على موقع Chesstempo.com (الإنجليزية)
- باربرا هوند على موقع اتحاد المراسلات الدولية للشطرنج (الإنجليزية)
- باربرا هوند سجل أولمبياد الشطرنج للسيدات على موقع OlimpBase.org (الإنجليزية)